# Schwarzenberg am Böhmerwald
Schwarzenberg am Böhmerwald – gmina w Austrii, w kraju związkowym Górna Austria, w powiecie Rohrbach. Liczy 643 mieszkańców (1 stycznia 2015).